# Cystangium echinosporum
Cystangium echinosporum är en svampart som först beskrevs av Zeller & C.W. Dodge, och fick sitt nu gällande namn av Trappe, T. Lebel & Castellano 2002. Cystangium echinosporum ingår i släktet Cystangium och familjen kremlor och riskor.   Inga underarter finns listade i Catalogue of Life.